# Raymond Durr
Raymond Durr (ur. w 1901) – francuski zapaśnik walczący w stylu wolnym. Olimpijczyk z Paryża 1924, gdzie zajął jedenaste miejsce w wadze średniej.

## Letnie Igrzyska Olimpijskie 1924
| Konkurencja      | Rundy eliminacyjne     | Klas. końcowa |
| Konkurencja      | 1/8                    | Miejsce       |
| ---------------- | ---------------------- | ------------- |
| 79 kg styl wolny | Jussi Penttilä (FIN) P | 11.           |